# Literatura española del exilio
La literatura española del exilio es la literatura producida por escritores republicanos españoles que se exiliaron a raíz de la guerra civil española (1936-1939). Muchos de ellos huyeron de la represión que se desencadenó al concluir la guerra contra aquellos intelectuales con ideas contrarias a las que pregonaba el franquismo. Entre los destinos elegidos para radicarse destacan México, Argentina, Chile, Uruguay y Estados Unidos.
Esta producción literaria muchas veces hace referencia a las experiencias sufridas durante la guerra civil, a la nostalgia por España, y tiende a mantener las ideas de vanguardia.

## Autores

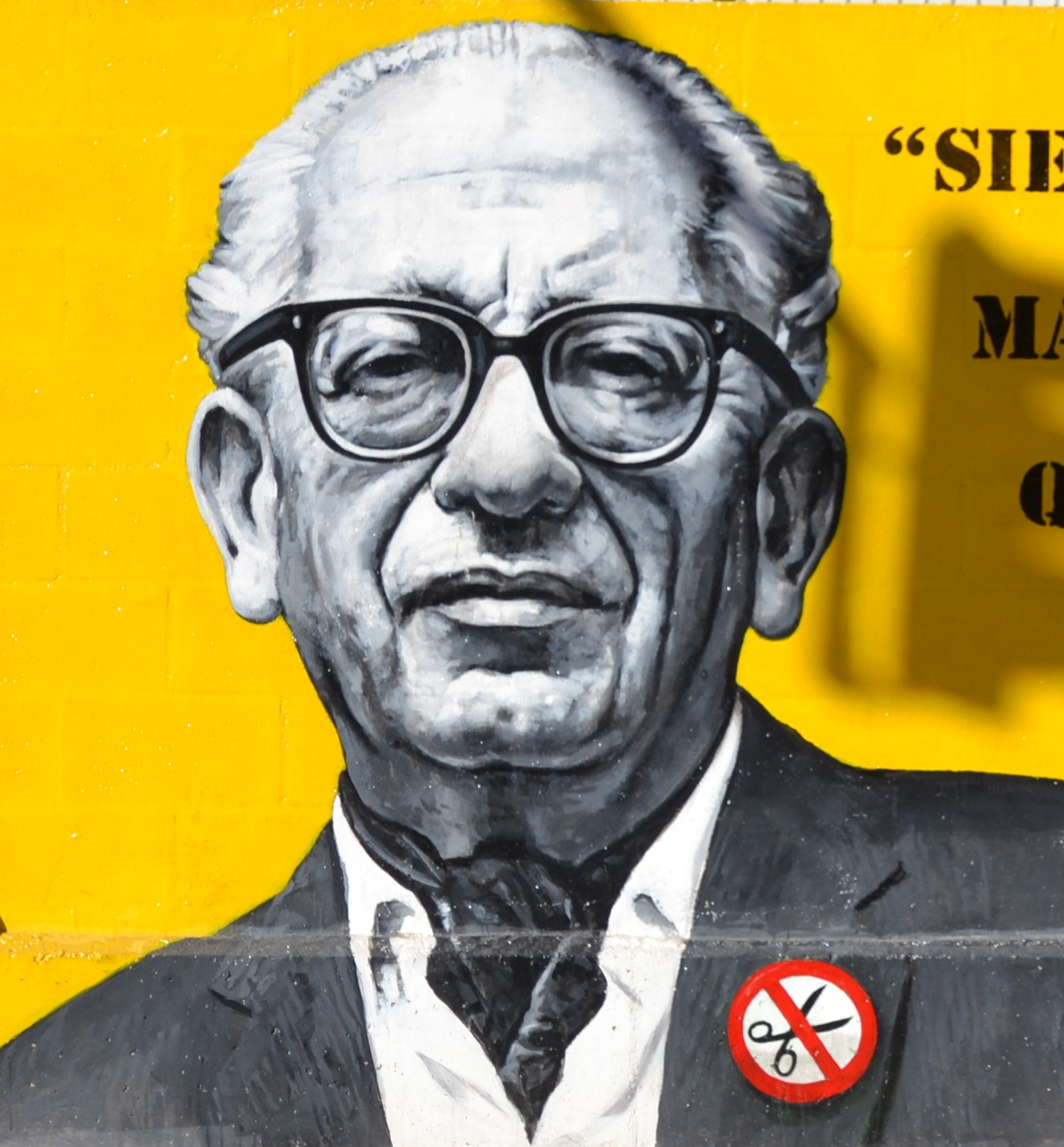
Max Aub escritor español. Vivió tres décadas en México como exiliado, después del fin de la guerra civil española.

### Novelistas
- Ramón J. Sender (México, Estados Unidos)[6]
- Max Aub (México) [7]
- Francisco Ayala (Argentina, Brasil, Puerto Rico, Estados Unidos)
- Rosa Chacel (Brasil, Argentina, Estados Unidos)
- Arturo Barea (Reino Unido)
- Paulino Masip (México)

### Poetas
- Enrique Diez-Canedo (México)
- Josep Carner (México, Bélgica)
- León Felipe (México)
- José Moreno Villa (Estados Unidos, México)
- Juan José Domenchina (México)
- Juan Larrea (México, Estados Unidos, Argentina)
- Pedro Garfias (México)
- Luis Cernuda (Reino Unido, Estados Unidos, México)
- Juan Rejano (México)
- Manuel Altolaguirre (Cuba, México)
- Rafael Alberti (Argentina, Chile, Italia)